# Спайдър-Мен: Завръщане у дома
„Спайдър-Мен: Завръщане у дома“ (на английски: Spider-Man: Homecoming) е американски супергеройски филм от 2017 г. за едноименния персонаж на Марвел Комикс, копродуциран от Кълъмбия Пикчърс и Марвел Студиос, и разпространен от Сони Пикчърс Релийзинг. Това е 16-ият филм в киновселената на Марвел. Режисьор е Джон Уотс, а сценарият е на екипите на Джон Франсис Дейли и Джонатан Голдстайн, Уотс и Кристофър Форд, и Крис Маккена и Ерик Съмърс. Във филма участват Том Холанд (в ролята на Питър Паркър / Спайдър-Мен), Майкъл Кийтън, Джон Фавро, Гуинет Полтроу, Зендая, Доналд Глоувър, Джейкъб Баталон, Лаура Хариър, Тони Револори, Бокийм Уудбайн, Тайн Дейли, Мариса Томей и Робърт Дауни Джуниър.
Премиерата на филма е в Холивуд на 28 юни 2017 г., и в САЩ е на 7 юли 2017 г. Пуснати са две продължения – „Спайдър-Мен: Далеч от дома“ (2019) и „Спайдър-Мен: Няма път към дома“.

## Резюме
Младият Питър Паркър / Спайдър-Мен свиква с новопридобитата му идентичност като супергерой. Развълнуван след опита си с Отмъстителите, Питър се завръща у дома, където живее с леля си Мей и е под надзора на новия си ментор – Тони Старк. Питър се опитва да се върне към ежедневието си, разсеян от желанието да се докаже като нещо повече от кварталния Спайдър-Мен. Но когато Лешоядът се появява като нов злодей, всичко което е скъпо за Питър ще бъде застрашено.

## Актьорски състав
| Актьор               | Роля                           |
| -------------------- | ------------------------------ |
| Том Холанд           | Питър Паркър / Спайдър-Мен     |
| Майкъл Кийтън        | Ейдриън Туумс / Лешояд         |
| Мариса Томей         | Мей Паркър                     |
| Робърт Дауни Джуниър | Тони Старк / Железния човек    |
| Джон Фавро           | Хепи Хоган                     |
| Зендая               | Мишел „Ем Джей“ Джоунс         |
| Джейкъб Баталон      | Нед                            |
| Лора Хариър          | Лиз Туумс                      |
| Тони Револори        | Юджийн „Флаш“ Томпсън          |
| Лаура Хариър         | Карън                          |
| Майкъл Чернъс        | Финиъс Мейсън / Изобретателя   |
| Лоуган Маршъл-Грийн  | Джаксън Брайс / Шокър #1       |
| Бокийм Уудбайн       | Хърман Шулц / Шокър #2         |
| Майкъл Мандо         | Мак Гарган                     |
| Крис Евънс           | Стив Роджърс / Капитан Америка |
| Гуинет Полтроу       | Виджиния „Пепър“ Потс          |
| Кери Кондън          | П.Е.Т.Ъ.К. (глас)              |
| Тайн Дейли           | Ан Мари Хоуг                   |
| Доналд Главър        | Арън Дейвис                    |
| Кенет Чой            | Директор Морита                |
| Стан Лий             | Гари                           |

## В България
В България филмът е пуснат на същата дата от „Александра Филмс“.
През 2018 г. е излъчен за първи път по HBO.
На 10 април 2021 г. е излъчен и по NOVA с разписание събота от 20:00 ч. с български дублаж за телевизията. Екипът се състои от:
| Озвучаващи артисти  | Даниела Йорданова Йорданка Илова Николай Николов Светозар Кокаланов Димитър Иванчев Васил Бинев |
| Преводач            | Мадлен Пачева                                                                                   |
| Тонрежисьор         | Димитър Кукушев                                                                                 |
| Режисьор на дублажа | Димитър Кръстев                                                                                 |